# Angelus Manse

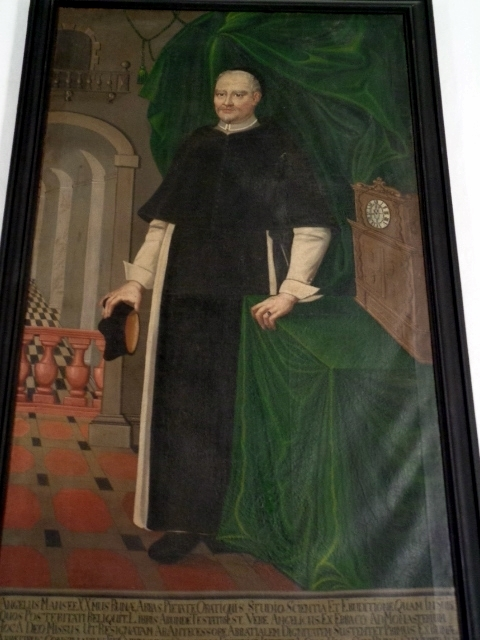
Porträt von Angelus Manse, Abt von Rein (1399–1425)

Angelus Manse (* 1357 in Sachsen; † 11. August 1425 vermutlich in Gratwein-Straßengel, Steiermark) war Abt des Stiftes Rein.

## Leben
Angelus Manse stammte wahrscheinlich aus Pirna in der Markgrafschaft Meißen. 1383 in das Stift Rein eingetreten, wurde er dort 1385 Novizenmeister, 1399 Prior und am 7. Juni 1399 zum Abt gewählt. 1411 wurde er zum Visitator der ungarischen Klöster bestellt, 1414 Gesandter Herzog Ernsts des Eisernen beim Konzil von Konstanz, 1415 Rat und Hofkaplan desselben. Auch an der Melker Reform der Benediktiner wirkte er mit.
Er verfasste das älteste erhaltene Reiner Nekrologium (Totenbuch) von 1390 und das Urbar „D“ von 1395, ferner den Äbtekatalog des Stiftes Rein in zwei Fassungen, einen längeren aus dem Jahre 1405 und einen kürzeren aus dem Jahre 1415. Außerdem ist er der Schreiber von Handschrift 63 der Stiftsbibliothek (Traktat über die Kirchenspaltung) und wahrscheinlich auch des Horologium sapientiae von Heinrich Seuse (Hs. 56).
1423 vom Generalkapitel mit der Visitation der österreichischen Zisterzienserklöster beauftragt, begann er damit im folgenden Jahr, musste die Reise aber aus gesundheitlichen Gründen im Stift Heiligenkreuz abbrechen. Auch die Reise zum Generalkapitel in Cîteaux im selben Jahr schaffte er nicht mehr. Er starb am 11. August 1425.